# Comasarcophaga prolepsis
Comasarcophaga prolepsis är en tvåvingeart som först beskrevs av Henry J. Reinhard 1947.  Comasarcophaga prolepsis ingår i släktet Comasarcophaga och familjen köttflugor.
Artens utbredningsområde är Arizona. Inga underarter finns listade i Catalogue of Life.